# Barypygiacris hodeberti
Barypygiacris hodeberti är en insektsart som beskrevs av Marius Descamps 1979. Barypygiacris hodeberti ingår i släktet Barypygiacris och familjen gräshoppor. Inga underarter finns listade i Catalogue of Life.